# Danny Dignum
Danny Dignum (nascido em 17 de março de 1992) é um boxeador profissional inglês que detém o título europeu dos médios WBO desde 2019. Como amador, ele ganhou a medalha de bronze nos Jogos Mundiais de Combate de 2013 .

## Vida pregressa
Danny Dignum nasceu em 17 de março de 1992 em Essex, Inglaterra. Ele frequentou a escola primária de St. Margaret em sua cidade natal, Bowers Gifford, antes de frequentar a The Appleton School em South Benfleet . Ele trabalhou ao lado de seu pai e irmão gêmeo como tarmacer e concreto antes de iniciar o boxe em tempo integral. Depois que seus pais se cansaram das brigas dele e de seu irmão gêmeo, os dois começaram a lutar boxe aos nove anos por sugestão do pai.

## Carreira amadora
Durante uma carreira em que teve cerca de 85 lutas com aproximadamente 70 vitórias, ele ganhou o Campeonato ABA de 2012, uma medalha de bronze nos Jogos Mundiais de Combate de 2013 e competiu no Campeonato da União Europeia de 2014 como parte do GB Equipe de boxe.

## Carreira profissional
Dignum fez sua estreia profissional em 26 de novembro de 2016, marcando uma vitória por nocaute técnico (TKO) no segundo assalto sobre Jimmy White na Wembley Arena, em Londres .
Depois de compilar um recorde de 11-0 (5 KOs), ele enfrentou Conrad Cummings pelo título europeu dos médios WBO vago em 9 de novembro de 2019 no York Hall, em Londres. Em uma luta que viu Cummings receber uma redução de pontos no segundo round por uso repetido de seu cotovelo e sofrer um corte no quarto devido a um choque acidental na cabeça, Dignum conquistou o título europeu WBO por TKO no quinto round após o árbitro Howard Foster interromper o concurso para salvar Dignum de mais punições. Ele defendeu com sucesso o título quatro meses depois, em 7 de março de 2020, derrotando Alfredo Meli por nona rodada por TKO no Brentwood Center em Brentwood, Essex . Dignum derrubou Meli três vezes com socos no corpo - um no sétimo, novamente no oitavo e pela última vez no nono - o que levou o escanteio de Meli a jogar a toalha quando o árbitro interrompeu a disputa.
| 13 lutas    | 13 vitórias | 0 derrotas |
| Por nocaute | 7           | 0          |
| Por decisão | 6           | 0          |

| Não. | Resultado | Registro | Oponente              | Tipo            | Rodada, hora | Encontro               | Localização                              | Notas                                       |
| ---- | --------- | -------- | --------------------- | --------------- | ------------ | ---------------------- | ---------------------------------------- | ------------------------------------------- |
| 13   | Ganhar    | 13–0     | Alfredo Meli          | nocaute técnico | 9 (10), 0:39 | 7 de março de 2020     | Brentwood Center, Brentwood, Inglaterra  | Retido título europeu dos médios da WBO     |
| 12   | Ganhar    | 12–0     | Conrad Cummings       | nocaute técnico | 5 (10), 0:21 | 9 de novembro de 2019  | York Hall, Londres, Inglaterra           | Vago ganhou WBO Europeu middleweight título |
| 11   | Ganhar    | 11–0     | Rafał Jackiewicz      | PTS             | 8            | 11 de maio de 2019     | Brentwood Center, Brentwood, Inglaterra  |                                             |
| 10   | Ganhar    | 10–0     | Gianni Antoh          | PTS             | 4            | 9 de março de 2019     | Brentwood Center, Brentwood, Inglaterra  |                                             |
| 9    | Ganhar    | 9–0      | Alistair Warren       | KO              | 3 (6), 1:56  | 14 de dezembro de 2018 | York Hall, Londres, Inglaterra           |                                             |
| 8    | Ganhar    | 8–0      | Danny Shannon         | nocaute técnico | 4 (6), 1:25  | 21 de setembro de 2018 | Brentwood Center, Brentwood , Inglaterra |                                             |
| 7    | Ganhar    | 7–0      | Konstantin Alexandrov | nocaute técnico | 2 (4), 2:39  | 13 de julho de 2018    | York Hall, Londres, Inglaterra           |                                             |
| 6    | Ganhar    | 6–0      | Anthony Fox           | PTS             | 6            | 6 de junho de 2018     | York Hall, Londres, Inglaterra           |                                             |
| 5    | Ganhar    | 5–0      | Darryl Sharp          | PTS             | 4            | 3 de fevereiro de 2018 | The O2 Arena, Londres, Inglaterra        |                                             |
| 4    | Ganhar    | 4–0      | Lewis van Poetsch     | PTS             | 4            | 1 de setembro de 2017  | York Hall, Londres, Inglaterra           |                                             |
| 3    | Ganhar    | 3–0      | Yailton Neves         | PTS             | 4            | 1 de julho de 2017     | The O2 Arena , Londres, Inglaterra       |                                             |
| 2    | Ganhar    | 2–0      | Iain Jackson          | nocaute técnico | 2 (4), 1:41  | 17 de março de 2017    | York Hall , Londres, Inglaterra          |                                             |
| 1    | Ganhar    | 1–0      | Jimmy White           | nocaute técnico | 2 (4), 0:56  | 26 de novembro de 2016 | Wembley Arena , Londres , Inglaterra     |                                             |